# Пуронен, Айно Андреевна
Айно Андреевна Пу́ронен (род. 20 января 1936, Тосно, Ленинградская область) — советская шоссейная и трековая велогонщица, заслуженный мастер спорта СССР по велоспорту.

## Достижения
Мастер спорта СССР (1957). Представляла общество «Спартак» (Петрозаводск).
Серебряный призёр (1959) и бронзовый (1963, 1965, 1966) призёр чемпионатов мира в групповой гонке по шоссе и бронзовый призёр чемпионатов мира в индивидуальной гонке преследования по треку (1964 и 1965).
Чемпионка Спартакиады народов СССР 1959 в командной гонке по шоссе, 1963 — в групповой гонке.
Чемпионка СССР 1960 в командной гонке, 1961 — в гонке с раздельного старта, 1963 — в командной гонке по шоссе; 1965 — в командной гонке преследования на треке, в командной гонке и в гонке с раздельного старта по шоссе; 1967 — в командной гонке.
Занесена в Книгу почёта комитета по физкультуре и спорта Карелии в 1955 г..

## После ухода из спорта
Долгое время работала директором ДЮСШ при Московском облсовете ДСО «Спартак», инструктором-методистом ГУ ДОД Московской области «СДЮСШОР по футболу».
В настоящее время[какое?] работает координатором фирмы «Artoriks Oy», основанной в 2004 году в Хельсинки с целью организации спортивных мероприятий на мировом уровне.